# LIVE It's Style'95
『LIVE It's Style'95』（ライヴ イッツ スタイル ナインティ ファイヴ）は、松田聖子のライブ・ビデオ。1995年11月22日発売。発売元はSony Records。

## 解説
同年6月～8月に行われたコンサート・ツアーの模様を収録したライブ・ビデオ。
同年発売アルバム『It's Style'95』からの曲を中心に披露した。

## 収録曲
1. Opening（It's Style '95）
2. It's Style '95
3. It's Style
4. You Are My Fire
5. Let's Talk Again
6. Don't You Wanna Dance?
7. 瑠璃色の地球
8. あなたを、愛したこと
9. もう一度、初めから
10. Believe In Love
11. Why
12. 素敵にOnce Again
13. 天国のキッス
14. Medley～ピンクのモーツァルト/白いパラソル/制服/野ばらのエチュード/蒼いフォトグラフ/ハートのイアリング
15. Rock'n Rouge
16. 大切なあなた
17. 輝いた季節へ旅立とう
18. 夏の扉
19. Ending
20. It's Style '95 Contest Winners